# Шпретал
Шпретал или Шпрјевине Дол (њем. Spreetal, глсрп. Sprjewiny Doł) општина је у њемачкој савезној држави Саксонија. Једно је од 63 општинска средишта округа Бауцен. Према процјени из 2010. у општини је живјело 2.131 становника. Посједује регионалну шифру (AGS) 14625570.

## Географски и демографски подаци
Шпретал се налази у савезној држави Саксонија у округу Бауцен. Општина се налази на надморској висини од 158 метара. Површина општине износи 108,8 km². У самом мјесту је, према процјени из 2010. године, живјело 2.131 становника. Просјечна густина становништва износи 20 становника/km².